# La Femme de sa vie
Pour plus de détails, voir Fiche technique et Distribution.
La Femme de sa vie (No More Ladies) est un film américain réalisé par Edward H. Griffith et George Cukor, sorti en 1935.

## Synopsis
Marcia est une jeune mondaine qui partage sa maison new-yorkaise avec sa grand-mère, Fanny Townsend et elle croit fermement qu'un couple est basé sur la fidèlité, contrairement à ses camarades qui n'en sont pas convaincus. Marcia rencontre Jim, qui est d'accord avec elle sur le sujet de la monogamie d'un couple. Marcia décide cependant de fréquenter Sherry, qu'elle considère comme un défi et cherche à le guérir de sa nature de coureur de jupons.
Après une soirée dans un club où les aventures passées de Sherry tournent autour de lui, le couple discute de l'institution du mariage et a des points de vue clairement divergents. Malgré cela, Marcia et Sherry se marient mais il continue à mener une vie dissolue y compris pendant leur lune de miel, où il flirte avec la superbe Sally French. Plus tard, lorsque le couple nouvellement marié rentre chez lui, Sherry part avec la compagne d'un ami, Theresa German et ne revient pas le soir même. Marcia se rend compte que son mari est en train de ruiner leur mariage lorsqu'il lui admet avoir passé la nuit avec Theresa ainsi que son infidélité sans meêm s'escuser.
Marcia décide de donner une leçon à son mari en organisant une fête à laquelle elle invite les anciennes flammes de Sherry ainsi que leurs compagnons. Marcia annonce qu'elle a l'intention d'être infidèle à son mari, en ayant une aventure avec Jim, qui tient toujours à Marcia. Cette dernière s'échappe avec lui de la fête lors d'une partie de charades pour revenir le lendemain matin. Sherry voit alors à quel point sa femme l'aime et est convaincu de réformer ses anciennes habitudes. Quoi qu'il en soit, Marcia est restée fidèle à ses convictions et à son mari et n'est pas passée par là comme elle l'avait prévu.

## Fiche technique
- Titre : La Femme de sa vie
- Titre original : No More Ladies
- Réalisation : Edward H. Griffith et George Cukor (non crédité)
- Scénario : Donald Ogden Stewart et Horace Jackson, d'après la pièce de A.E. Thomas (adaptée par Rachel Crothers, non créditée)
- Production : Edward H. Griffith et Irving Thalberg (non crédités)
- Société de production et de distribution : Metro-Goldwyn-Mayer
- Musique : Edward Ward
- Photographie : Oliver T. Marsh
- Montage : Frank E. Hull
- Direction artistique : Cedric Gibbons
- Décors : Henry Grace et Jack D. Moore (non crédités)
- Costumes : Adrian
- Pays d'origine : États-Unis
- Format : Noir et blanc - 35 mm - 1,37:1 - Mono (Western Electric Sound System)
- Genre : Comédie romantique
- Durée : 80 minutes
- Dates de sortie :
  - États-Unis :14 juin 1935

## Distribution
- Joan Crawford : Marcia Townsend Warren
- Robert Montgomery : Sheridan Warren
- Charles Ruggles : Edgar Holden
- Franchot Tone : Jim 'Jimsy Boysie' Salston
- Edna May Oliver : Mme Fanny 'Grandma' Townsend
- Gail Patrick : Therese Germane
- Reginald Denny : Oliver Allen
- Vivienne Osborne : Lady Diana Knowleton
- Joan Fontaine : Caroline 'Carrie' Rumsey
- Arthur Treacher : Lord 'Ducky' Knowleton
- David S. Horsley : M. James McIntyre Duffy
- Jean Chatburn : Sally French
- Jean Acker : figuration au Nightclub (non créditée)
- Donald Ogden Stewart : un ivrogne (non crédité)